# Večera
Večera se obično odnosi na ono što je u mnogim zapadnim kulturama najveći i najformalniji obrok u toku dana, koji neki zapadnjaci jedu uveče. Istorijski se najveći obrok nekada jeo oko podneva i zvao se ručak. U zapadnim kulturama, posebno među elitom, taj obrok je postepeno migrirao tokom dana od 16. do 19. veka. Termin glavni obrok može imati različita značenja u zavisnosti od kulture, i može označavati obrok bilo koje veličine koji se jede u bilo koje doba dana. Konkretno, još uvek je glavni obrok u podne ili rano popodne u posebnim prilikama, poput božićne večere. U vrućim klimatskim uslovima ljudi su uvek jeli glavni obrok uveče, nakon što temperatura padne.

## Vreme dana

### Istorija
Odražavajući tipični običaj 17. veka, Luj XIV je ručavao u podne, a glavnu večeru je imao u 22 sata. Međutim u Evropi se glavni obrok počeo premeštati u kasniji deo dana tokom 1700-ih, usled razvoja radnih praksi, osvetljenja, finansijskog stanja i kulturnih promena. Popularno vreme za ručavanje nastavilo je da se postepeno odlaže tokom 18. veka, do dva i tri popodne, a 1765. godine kralj Džordž III je ručavao u 16 časova, iako su njegova mala deca imala svoj ručak sa svojim guvernantama u 14 časova. U Francuskoj je Marija Antoaneta 1770. godine, dok je još uvek bila supruga francuskog prestolonaslednika, napisala da kada je u Šatou de Švaziu dvor još uvek ručava u 14:00, sa večerom nakon pozorišta oko 22:00, pre odlaska na spavanje u 1 ili 1.30.
U vreme Prvog francuskog carstva jedan engleski putnik u Pariz primetio je na „gnusnu naviku da se ručava tako kasno kao što je čak u sedam uveče“. Do oko 1850. engleski glavni obroci srednje klase bili su oko 17 ili 18 sati, omogućavajući muškarcima da se vrate sa posla, ali je neprestano bilo pritiska da se vreme pomeri za sat kasnije. Ta inicijativa je delom bila predvođena elitom koja nije morala da radi u određeno vreme, ali i činjenicom da je trajanje povratka s posla bivalo sve duže kako su se gradovi širili. Sredinom 19. veka ovo pitanje je bilo poput društvenog minskog polja, sa znatnim razlikama među generacijskim elementima. Džon Raskin je nakon što se venčao 1848, večeravao u 18:00, što su njegovi roditelji smatrali „nezdravim“. Gospođa Gaskel je večeravala je između 16 i 17 sati. Izmišljeni gospodin Putera, pripadnik londonske niže srednje klase tokom 1888-89 je večeravao u 17:00. Kad ga je sin pozvao na večeru u 20:00, on je izjavio „Rekao sam da se mi ne pretvaramo da smo moderni ljudi, i da bismo želeli večeru ranije".
Satirični roman Življenje radi izgleda (1855) Henrija Mejhjua i njegovog brata Avgusta započinje gledištem junaka po tom pitanju. On večera u 19 sati, a često se žali na „odvratni običaj nalik na trgovačko rano večeravanje“, recimo u 14 sati. „Kraljevskim časom“ on smatra 20:00, ali on tome ne teži. On kaže ljudima „Reci mi kad večeravaš, i ja ću ti reći šta si“.

### Današnjica
U mnogim modernim upotrebama, termin večera odnosi se na večernji obrok, koji je danas tipično najveći obrok u danu u zapadnim kulturama. Kada se koristi ovo značenje, prethodni obroci se obično nazivaju doručkom, ručkom i možda čajem. Večera je prvobitno bila kasniji sekundarni večernji obrok, nakon rane večere.
Podela između različitih značenja „večere“ nije jasno uočljiva na osnovu geografije, niti na osnovu socioekonomske klase. Međutim, upotreba izraza večera za podnevni obrok najjača je među ljudima iz radničke klase, posebno u engleskom Midlandsu, severnoj Engleskoj i centralnom pojasu Škotske. Čak i u sistemima u kojima je večera obrok koji se obično jede na kraju dana, pojedinačna večera se i dalje može odnositi na glavni ili sofisticiraniji obrok u bilo koje doba dana, kao što je banket, gozba ili poseban obrok koji se jede u nedelju ili na praznik, kao što je božićna večera ili večera za Dan zahvalnosti. Na takvoj večeri ljudi koji večeravaju zajedno mogu biti formalno odeveni i jesti hranu sa mnoštvom posuđa. Ove večere su često podeljene u tri ili više jela. Predjela koja se sastoje od opcija kao što su supa ili salata prethode glavnom jelu, koje prati desert.
Istraživanje australijskog vinara Džejkoba Krika, pokazalo je da je prosečno vreme večernjeg obroka u Velikoj Britaniji 19:47.

## Svečana večera
Svečana večera je društveno okupljanje na kojem se ljudi okupljaju da bi večerali. Večere postoje u rasponu, od osnovnog obroka do državničkog banketa.

### Antički Rim
U doba Drevnog Rima, večera se nazivala konvivija, što je bio važan događaj za rimske careve i senatore da se okupe i diskutuju svoje odnose. Rimljani su često jeli i takođe su uživali u ribljem sosu zvanom likvamen (poznat i kao garum) tokom svojih zabava.

### Engleska
U Londonu (oko 1875 - oko 1900), večere su bile formalne prilike koje su uključivale štampane pozivnice i formalne RSVP-ove. Hrana koja se služila na ovim zabavama kretala se od velikih, ekstravagantnih displeja hrane i nekoliko kurseva jela, do jednostavnije hrane i usluga. Aktivnosti su ponekad uključivale pevanje i recitovanje poezije, između ostalog.

### Formalna večera
Svečana večera ima nekoliko zahteva. Prvo, od učesnika se zahteva da nose večernju odeću kao što je toksido, sa crnom ili belom kravatom; drugo, sva hrana se služi iz kuhinje; treće, „ni posuđe, ni pribor za posluživanje nisu postavljeni na sto. Svu uslugu i čišćenje stola obavljaju batleri i drugo uslužno osoblje;” četvrto služe se višestruki kursevi; i na finalno postoji redosled usluga i protokoli za sedenje.

## Galerija
- Ležerna večera u zapadnjačkom restoranu
- Večera na Dan zahvalnosti[16][17]
- Božićna večera[18][19][20]
- Svečana američka postavka večere
- Obrok avionske večere
- Japanska večera
- Večera nove kuhinje
- Kasul za nemačku večeru
- Goveđi odrezak u stejkhausu
- Večera u svemiru na  ISS tokom STS-129

## Literatura
- Draznin, Y. (2001). Victorian London's Middle-class Housewife: What She Did All Day. ABC-Clio ebook. Greenwood Press. ISBN 978-0-313-31399-8.
- Edwards, C. (2007). Death in Ancient Rome. Yale University Press. ISBN 978-0-300-11208-5.
- Flanders, Judith (2003). The Victorian House: Domestic Life from Childbirth to Deathbed. Harper Perennial. ISBN 0007131895.
- McMillan, Sherrie (2001). „What time is dinner?”. History Magazine. Архивирано из оригинала 08. 12. 2017. г. Приступљено 23. март 2015.
- Strong, Roy (2002). Feast: A History of Grand Eating. Jonathan Cape. ISBN 0224061380.
- Nunn, J.J. (1872). Mrs. Montague Jones' dinner party: or, Reminiscences of Cheltenham life and manners. J.C. Hotten.
- Inness, S.A. (2001). Dinner Roles: American Women and Culinary Culture. NONE Series. University of Iowa Press. ISBN 978-1-58729-332-0.
- Meiselman, H.L. (2009). Meals in Science and Practice: Interdisciplinary Research and Business Applications. Woodhead Publishing Series in Food Science, Technology and Nutrition. Elsevier Science. стр. 97—98. ISBN 978-1-84569-571-2.
- Flandrin, Jean Louis (2007). . University of California Press. Flandrin, Jean-Louis (15. 10. 2007). Arranging the Meal: A History of Table Service in France. University of California Press. ISBN 978-0520238855.
- Latham, Jean (1972) , London: A. and C. Black. Latham, Jean (1972). The pleasure of your company: a history of manners & meals. A. and C. Black. ISBN 0713612649.
- Pollan, Michael (2006). The Omnivore's Dilemma: A Natural History of Four Meals. ISBN 1594200823.. Penguin
- This, Hervé. Building a Meal: From Molecular Gastronomy to Culinary Constructivism. Columbia University Press. 2009. ISBN 0231144660.
- Wansink, B.; Payne, C. R.; Shimizu, M. (2010). „"Is this a meal or snack?" Situational cues that drive perceptions”. Appetite. 54 (1): 214—216. PMID 19808071. S2CID 21246397. doi:10.1016/j.appet.2009.09.016.
- Olver, Lynne. „Meal times”. The Food Timeline. Приступљено 2. 4. 2014.
- Dickson, James G. (1992). The Wild Turkey: Biology and Management. National Wild Turkey Federation. Harrisburg, PA: Stackpole Books. стр. 10. ISBN 978-0-8117-1859-2.
- Corwin, Tom (5. 2. 2011). „Super Bowl party food need not send diets crashing”. The Augusta Chronicle. Augusta, Georgia. Архивирано из оригинала 11. 03. 2016. г. Приступљено 6. 2. 2011.
- Davis, Karen (2001). More Than a Meal: The Turkey in History, Myth, Ritual, and Reality. New York: Lantern Books. ISBN 978-1-930051-88-1.
- Smith, Kathy M. (2001). Gold Medal CCC Company 1538: A Documentary. Paducah, KY: Turner Pub. Co. стр. 98. ISBN 978-1-56311-642-1.
- Crump, William D (2001). The Christmas Encyclopedia. London: McFarland. ISBN 978-0-7864-6827-0.